# Baumhof (Wipperfürth)
Baumhof ist ein Ortsteil  von Wipperfürth im Oberbergischen Kreis im Regierungsbezirk Köln in Nordrhein-Westfalen (Deutschland).

## Lage und Beschreibung
Baumhof liegt südwestlich von Wipperfürth im Tal des Baches Floßbach an der Grenze zur Gemeinde Lindlar. Nachbarorte sind Niederflosbach, Thier, Oberflosbach, und Raffelsiefen.
Politisch wird der Ort durch den Direktkandidaten des Wahlbezirks 15 (150) Thier im Rat der Stadt Wipperfürth vertreten.

## Geschichte
Die Karte Topographia Ducatus Montani aus dem Jahre 1715 zeigt zwei Höfe und bezeichnet sie mit „Bomhof“. Die Topographische Aufnahme der Rheinlande von 1825 zeigt auf umgrenztem Hofraum fünf getrennt voneinander liegende Grundrisse und benennt diese mit „Baumhof“.

## Busverbindungen
Über die in 1,3 km Entfernung gelegene Haltestelle Thier der Linie 426 (VRS/OVAG) ist Baumhof an den öffentlichen Personennahverkehr angebunden.

## Wanderwege
Die vom SGV ausgeschilderten Wege Thierer Rundweg, der örtliche Rundwanderweg A2 und ein Ortswanderweg (Wegzeichen umgedrehtes T) führen durch den Ort.